# 오라녜나사우 공자 베른하르트 반 볼렌호벤
오라녜나사우 공자 베른하르트 반 볼렌호벤(Prince Bernhard of Orange-Nassau, van Vollenhoven, 1969년 12월 25일 ~ )은 네덜란드의 기업가이자 네덜란드 왕실의 일원이다.
그는 네덜란드 공주 마르흐릿과 피터르 반 볼렌호벤의 둘째 아들이다. 사촌 빌럼알렉산더르가 왕으로 왕위를 계승하기 전에 그는 네덜란드 왕실의 일원이었고 네덜란드 왕위 계승 서열 11위였다. 그러나 빌럼알렉산더르의 왕위 계승으로 그는 더 이상 네덜란드 왕실의 일원이 아니며 더 이상 네덜란드 왕위 계승 서열에 있지 않지만 여전히 네덜란드 왕실의 일원이다.